# Djibril Tamsir Niane
Pour les articles homonymes, voir Niane.
Djibril Tamsir Niane, né le 9 janvier 1932 à Conakry en Guinée et mort le 8 mars 2021 à Dakar au Sénégal, est un écrivain et historien guinéen, spécialiste de l'histoire médiévale de l'Afrique de l'Ouest et de la tradition orale malinké.
Il est notamment connu pour son ouvrage Soundjata ou L'épopée mandingue, considéré comme une œuvre majeure de la littérature africaine.

## Biographie

### Enfance et études
Né le 9 janvier 1932 de parents sénégalais à Conakry, future capitale de la Guinée, Djibril Tamsir Niane effectue sa scolarité dans cette ville avant d’obtenir son baccalauréat en 1954. Il poursuit des études supérieures en France, à la faculté des lettres de Bordeaux, où il soutient en 1959 un mémoire intitulé Recherches sur l’Empire du Mali. Ce travail lui vaut l’obtention d’un diplôme d’études supérieures en Histoire,,.

### Carrière
Après ses études, Djibril Tamsir Niane enseigne à l'Institut polytechnique de Conakry. Il poursuit en Guinée ses recherches sur le thème retenu pour son DES : l’histoire de Soundjata, encore appelé Soundiata Keïta, fondateur de l’empire du Mali. Il échange notamment avec des griots dont Mamadou Kouyaté. Il soumet le manuscrit de son ouvrage, Soundjata ou L'épopée mandingue, à Alioune Diop, fondateur des éditions Présence africaine, à Paris, qui accepte immédiatement de le publier.
Il contribue avec enthousiasme, dans le domaine de l'éducation et de la recherche historique, en Guinée, à la construction d'un nouvel État, à la suite de l'indépendance. Il dirige, avec Jean Suret-Canale, le premier manuel d’histoire africaine utilisé par les écoles africaines du secondaire.
En 1961, certains de ses écrits lui valent la prison sous le régime de Sékou Touré. Il sort de prison en 1964, et reprend ses recherches historiques. Puis, il est contraint de s'exiler. Il s'installe au Sénégal en 1972, et enseigne en particulier à l'Institut fondamental d'Afrique noire à Dakar. Il y occupe divers postes de conseiller et de direction dans plusieurs institutions culturelles sénégalaises, dont les Archives culturelles du Sénégal, qu’il dirige de 1985 à 1989Archives culturelles du Sénégal.
En 1990, il retourne en Guinée, où il fonde la Société africaine d’édition et de communication (SAEC), première maison d’édition privée du pays.
Djibril Tamsir Niane a été aussi professeur émérite de l’université Howard (Washington, D.C.) ainsi que de l’université de Tokyo. Il s'est également intéressé aux récits oraux. En particulier, en 1998, il participe à un rassemblement suscité par l’agence universitaire de la Francophonie, à Kankan, des spécialistes de la littérature orale. Une version de la Charte de Kurukan Fuga, « redécouverte » à cette occasion, devient pour les participants un véritable manifeste d’une pensée décoloniale.

### Vie privée
Djibril Tamsir Niane est le père de cinq enfants avec son épouse Hadja Aissatou Diallo, originaire de la ville de Labé. Il s'agit par ordre de naissance de Daouda Tamsir Niane, journaliste qui a travaillé au sein du cabinet de presse de la présidence de la république de Guinée et qui est a présent le Directeur Général de la Bibliothèque Djibril Tamsir Niane. Il a pour jeune sœur Katoucha Tamsir Niane, l'une des premières mannequins noires internationales, qui publie en 2007 Dans ma chair où elle révèle avoir subi une excision à l'âge de neuf ans. Elle sera suivie par Raliatou Tamsir Niane, dite Fifi, actrice ayant joué dans le Mahabarata sous la direction de Peter Brook, réalisatrice et dramaturge. Fatou Tamsir Niane est éditrice de formation ayant travaillé vingt ans au sein des NEI Nouvelles Editions Ivoiriennes. Elle a dirigé la SAEC, la Société Africaine d'Edition et de Communication. Bachir Tamsir Niane, professeur de lettres modernes a l'université Général Lansana Conté de Sonfonia, écrivain, essayiste et critique littéraire est le cinquième et dernier enfant du professeur.

### Décès
Djibril Tamsir Niane meurt le 8 mars 2021 à Dakar (où il a été évacué pour des soins) à l'âge de 89 ans, victime du Covid-19,,. Sa sœur jumelle, Yayè Niane, était morte de la même maladie quelques heures auparavant à Conakry en Guinée.

## Apports scientifiques
Son mémoire porte sur l’empire du Mali, il collecte auprès des griots, notamment Mamadou Kouyaté, des récits de la tradition orale. C’est à partir de ces recherches qu'il publie en 1960 Soundjata, ou L'épopée mandingue, son ouvrage le plus connu, qui relate brièvement l'épopée de Soundiata, épopée ouest-africaine médiévale inspirée de la vie de Soundiata Keïta. Le livre rencontre un grand succès, est largement diffusé, et devient rapidement un classique de la littérature africaine, intégré aux programmes scolaires. Il contribue à populariser l’histoire de Soundjata Keïta, fondateur de l’empire du Mali, tout en affirmant la place centrale de Niani comme capitale historique de l’empire. L’ouvrage participe à une prise de conscience de l’existence d’une littérature orale africaine de grande valeur, comparable à d’autres traditions épiques mondiales. Bien qu’il s’agisse d’une version en prose, Niane a veillé à respecter l’esprit et la structure de la tradition orale mandingue : tournures de dialogues, formules du griot, épisodes merveilleux et militaires. Il se présentait comme un simple traducteur, s’effaçant derrière la voix du griot Mamadou Kouyaté, qu’il disait avoir choisi "car il était très dévoué"
En 1962, il publie Recherches sur l’Empire du Mali au Moyen-Âge, une version remaniée de son mémoire de 1959, enrichie de son travail de terrain dans la région du Mandé.
Djibril Tamsir Niane a été membre du Comité scientifique international pour la rédaction de l’Histoire générale de l’Afrique de l’UNESCO. Il co-dirige avec Joseph Ki-Zerbo le quatrième volume, consacré à l’Afrique médiévale, et y publie en 1987 une contribution remarquée : Le Mali ou la deuxième expansion manden,. Il a également dirigé la mission archéologique guinéo-polonaise à Niani de 1965 à 1973, dans le but de confirmer l’importance historique du site.
Parmi ses contributions notables figure aussi son implication dans la mise en forme de la Charte du Mandén. En 1998, à Kankan, il a codirigé avec Siriman Kouyaté, magistrat guinéen, la structuration d’un texte constitutionnel de 44 articles inspiré des savoirs des griots. Il a relayé une lecture institutionnelle et juridique de cette charte dans l’ouvrage La Charte de Kurukan Fuga. Aux sources d'une pensée politique en Afrique (2004). Cependant, cette reconstruction a suscité des débats historiographiques : certains chercheurs ont remis en question l’existence et la transmission de cette charte avant 1998, y voyant une création contemporaine. Une rivalité est également évoquée entre la version de Niane, fondée sur les traditions du Hamana et du Dioma avec une vision centralisée du pouvoir, et celle de chercheurs comme Youssouf Tata Cissé.
Il est également auteur de nouvelles, de recueils de contes, et de pièces théâtrales historiques comme Sikasso, ou La Dernière citadelle, ou encore Chaka,.

## Postérité
Djibril Tamsir Niane s’est distingué comme l’un des principaux spécialistes africains de l’histoire de l’empire du Mali et de la région du Mandé. Son travail repose essentiellement sur la valorisation des traditions orales africaines comme sources historiques légitimes, en particulier celles transmises par les griots, qu’il qualifie de véritables « archivistes » de l’histoire ouest-africaine.
Il propose une relecture décolonisée de l’histoire africaine, dans laquelle il renverse la hiérarchie des sources en donnant la primauté aux traditions orales sur les sources arabes classiques. Il défend la reconnaissance des savoirs des porteurs de mémoire mandingues, notamment dans son interprétation du Kamabolon de Kangaba, qu’il considère comme un lieu essentiel à la compréhension du passé mandingue.
L’œuvre de Djibril Tamsir Niane s’inscrit dans une dynamique de réappropriation de l’histoire africaine par les Africains eux-mêmes. Il a profondément marqué l’historiographie de l’Afrique, en particulier l'Afrique de l'Ouest, en revalorisant les traditions orales comme sources historiques à part entière. À travers son engagement académique, éditorial et intellectuel, il a contribué à faire rayonner le patrimoine culturel du Manding au-delà des frontières nationales, tout en participant activement aux débats sur la décolonisation du savoir.

## Publications
- Soundiata ou L'Épopée mandingue, Paris, Présence africaine, 1960
- Recherche sur l'empire du Mali au Moyen Âge, suivi de Mise en place des populations de la Haute-Guinée, Paris, Présence africaine, 1975
- Méry (recueil), 1975
- Contes d'hier et d'aujourd’hui, Paris, Présence africaine, 1985
- Histoire des Mandingues de l'ouest, Paris, Karthala, 1989
- « Le Mali et la deuxième expansion mande » in Histoire générale de l'Afrique, vol. IV, 1991

### Théâtre
- Sikasso, ou La Dernière citadelle
- Chaka

### Contes
- Contes d'hier et d'aujourd'hui, 1985
- Contes de Guinée, 2006